# Speculitermes
Speculitermes es un género de termitas isópteras perteneciente a la familia Termitidae que tiene las siguientes especies:
1. Speculitermes angustigulus
2. Speculitermes chadaensis
3. Speculitermes cyclops
4. Speculitermes deccanensis
5. Speculitermes dharwarensis
6. Speculitermes emersoni
7. Speculitermes goesswaldi
8. Speculitermes macrodentatus
9. Speculitermes paivai
10. Speculitermes roonwali
11. Speculitermes sinhalensis
12. Speculitermes triangularis